# Revolution (álbum de Lacrimosa)
Revolution es el 11º álbum de Lacrimosa, lanzado el 7 de septiembre de 2012.
El sello discográfico del álbum es Hall of Sermon, discográfica creada por Tilo Wolff en donde edita su material discográfico y donde editó los anteriores álbumes de Lacrimosa.
La portada del disco, pintada por Stelio Diamantopoulos representa al arlequín sin su característico bonete y portando una bandera, en posición clara de revolución.
El propio álbum comienza hablando sobre la impresión que tiene Tilo Wolff ante la sociedad y como es tratado por ella para después hablar sobre temas mencionados en otros álbumes, como la desesperanza. Hacia el final del álbum, expresa que la gente necesita ayuda para después pasar por un tinte esperanzador y terminar en la canción que da nombre al álbum. 
El álbum contó con las presencias de Mille Petrozza, guitarrista y vocalista de Kreator y Stefan Schwarzmann, baterista de Accept, dándole un toque metalero al álbum.
Antes del lanzamiento del álbum, el propio Tilo Wolff desprendió tres temas para mantener al público expectante. "Irgendein Arsch Ist Immer Unterwegs", "Revolution" y "Verloren" pero esta última dividida en 15 partes por un concurso.

## Lista de canciones
| Revolution |                                                                                |          |  |
| N.º        | Título                                                                         | Duración |  |
| 1.         | «Irgendein Arsch Ist Immer Unterwegs (Algún idiota esta siempre en el camino)» | 5:00     |  |
| 2.         | «If The World Stood Still a Day (Si el mundo se detuviera un día)»             | 3:15     |  |
| 3.         | «Verloren (Perdido)»                                                           | 7:29     |  |
| 4.         | «This Is The Night (Esta es la noche)»                                         | 5:29     |  |
| 5.         | «Interlude - Feuerzug (Part 1) (Interludio - Tren de fuego)»                   | 0:46     |  |
| 6.         | «Feuerzug (Part 2) (Tren de fuego)»                                            | 4:41     |  |
| 7.         | «Refugium (Refugio)»                                                           | 4:42     |  |
| 8.         | «Weil Du Hilfe Brauchst (Porque necesitas ayuda)»                              | 6:01     |  |
| 9.         | «Rote Sinfonie (Sinfonía roja)»                                                | 11:03    |  |
| 10.        | «Revolution (Revolución)»                                                      | 5:23     |  |
| 11.        | «Morning Glory» (Bonus track para Rusia)                                       | 4:57     |  |
| 53:49      |                                                                                |          |  |

- Datos: Q20016109